# 深木章子
深木 章子（みき あきこ、1947年8月2日 -）は、日本の小説家・推理作家。東京都出身。東京大学法学部卒業。

## 略歴
1973年から東京弁護士会所属の弁護士として活動後、60歳を機にリタイア、執筆活動を開始する。2010年、『鬼畜の家』で第3回ばらのまち福山ミステリー文学新人賞を受賞（一田和樹『檻の中の少女』と同時受賞）。選考委員の島田荘司は「この作には、勤めの義務を果たし、能力の成熟とともに余暇生活に入った書き手に、こちらが期待するすべてがある」と評した。2011年、同作で小説家デビュー。2013年、『衣更月家の一族』で第13回本格ミステリ大賞（小説部門）の候補作となる。2014年、『螺旋の底』で第14回本格ミステリ大賞（小説部門）の候補作となる。

## 作品

### 単行本
- 鬼畜の家（2011年4月 原書房 / 2014年4月 講談社文庫）
- 衣更月家の一族（2012年3月 原書房 ミステリー・リーグ / 2015年3月 講談社文庫）
- 螺旋の底（2013年3月 原書房 ミステリー・リーグ / 2016年3月 講談社文庫）
- 殺意の構図 探偵の依頼人（2013年12月 光文社 / 2016年9月 光文社文庫）
- 敗者の告白 弁護士睦木怜の事件簿（2014年10月 KADOKAWA）
  - 【改題】敗者の告白（2017年8月 角川文庫）
- 交換殺人はいかが？ じいじと樹来とミステリー（2015年6月 光文社）
  - 【改題】交換殺人はいかが？（2018年4月 光文社文庫）
    - 収録作品：天空のらせん階段 / ざしき童子は誰？ / 犯人は私だ！ / 交換殺人はいかが？ / ふたりはひとり / 天使の手毬唄
- ミネルヴァの報復（2015年8月 原書房 ミステリー・リーグ / 2018年9月 角川文庫）
- 猫には推理がよく似合う（2016年9月 KADOKAWA / 2019年8月 角川文庫）
- 消人屋敷の殺人（2017年10月 新潮社 / 2020年5月 新潮文庫）
- 消えた断章（2018年3月 光文社 / 2021年3月 光文社文庫）
- 極上の罠をあなたに（2019年9月 KADOKAWA）
  - 【改題・増補】罠（2021年1月 角川文庫）
    - 収録作品：便利屋 / 動かぬ証拠 / 死体が入用 / 悪花繚乱 / 替え玉（文庫のみ） / 旅は道連れ（文庫のみ） / 飛んで火に入る（文庫のみ） / 狼たちの挽歌（文庫のみ）
- 欺瞞の殺意（2020年2月 原書房 ミステリー・リーグ / 2023年2月 角川文庫）
- 灰色の家（2023年4月 光文社）
- 闇に消えた男 フリーライター・新城誠の事件簿 (2024年11月 角川文庫)

### アンソロジー
「」内が深木章子の作品
- ベスト本格ミステリ2014（2014年6月 講談社ノベルス）「犯人は私だ！」
  - 【改題】子ども狼ゼミナール 本格短編ベスト・セレクション（2018年1月 講談社文庫）

### 単行本未収録作品
- インタールード 刑事の恋（角川文庫『罠』デジタル特典）